# Obbola IK
Obbola IK är en idrottsförening från Obbola på Obbolaön i Umeå kommun i Västerbottens län. Föreningen har genom historien bedrivit ett flertal idrotter: skidåkning (föreningens första idrott), friidrott, bandy, gymnastik, simning, brottning, cykelsport, boxning och kanot. Den dominerande idrotten sedan många år dock fotboll, under 2000-talet kompletterad med innebandy.

## Fotboll
Föreningens herrlag stod länge i skuggan av ex-allsvenska IFK Holmsund. Denna förening fick dock starta om i seriesystemet p.g.a. konkurs och med många gamla IFK-spelare i laget vann Obbola 1993 division III Mellersta Norrland överlägset och tog därmed steget upp till division II, landets tredje högsta serie vid tidpunkten. Väl i division II nådde laget en femteplats 1994, sjundeplats 1995 och niondeplats 1996. Eftersom Holmsund hade bättre förutsättningar och anor från spel i högre serier bestämde sig de två klubbarna att det vore bättre om division II-laget fanns i Holmsund och division IV-laget i Obbola. Klubbarna gick därför samman i Obbola/IFK Holmsund till säsongen 1997. Obbola IK "återuppstod" sedan i division IV medan IFK Holmsund "återuppstod" i division II 1998. Säsongen 2021 återfinns laget i division IV.